# Детска Евровизия 2022
Детска Евровизия 2022 (на английски: Junior Eurovision Song Contest 2022; на френски: Concours Eurovision de la chanson Junior 2022) е 20-ото ежегодно издание на едноименния конкурс за малки изпълнители.
Конкурсът се провежда на 11 декември 2022 г. в Ереван, Армения. Армения става домакин на събитието след победата на Малена през 2021 г. с песента Qami Qami. Събитието е организирано от Европейския съюз за радио и телевизия и Обществената арменска телевизия и се провежда в спортно-концертния комплекс „Карен Демирчян“. Това е вторият път, в който Армения е домакин на детската Евровизия, като първият е през 2011 г.
В конкурса участват шестнадесет държави. Обединеното Кралство се завръща след шестнадесетгодишно отсъствие, а Азербайджан, България, Германия и Русия не вземат участие.

## Участващи страни
| №  | Страна            | Език                         | Изпълнител/и        | Песен                 | Превод             | Точки | Място |
| -- | ----------------- | ---------------------------- | ------------------- | --------------------- | ------------------ | ----- | ----- |
| 01 | Нидерландия       | английски, нидерландски      | Луна Сабела         | La festa              | Празненство        | 128   | 7     |
| 02 | Полша             | английски, полски            | Лаура Башкевич      | To the Moon           | До луната          | 95    | 10    |
| 03 | Казахстан         | английски, казахстански      | Давид Чарлин        | Жер-Ана               | Майката Земя       | 47    | 15    |
| 04 | Малта             | английски                    | Гая Гамбуца         | Diamonds in the Skies | Диаманти в небето  | 43    | 16    |
| 05 | Италия            | английски, италиански        | Шанел Дилекта       | Bla Bla Bla           | Бля Бля Бля        | 95    | 11    |
| 06 | Франция           | френски                      | Лисандро            | Oh maman!             | Ох, мамо!          | 203   | 1     |
| 07 | Албания           | албански                     | Кейтлин Гужата      | Pakëz diell           | Малко слънце       | 94    | 12    |
| 08 | Грузия            | английски, грузински         | Мариам Бигвава      | I Believe             | Аз вярвам          | 161   | 3     |
| 09 | Ирландия          | ирландски                    | Софи Ленън          | Solas                 | Светлина           | 150   | 4     |
| 10 | Северна Македония | английски, северномакедонски | Лара, Йован & Ирина | Животот е пред мене   | Животът е пред мен | 54    | 14    |
| 11 | Испания           | английски, испански          | Карлос Хигес        | Señorita              | Госпожица          | 137   | 6     |
| 12 | Великобритания    | английски                    | Фрея Скай           | Lose My Head          | Губя главата си    | 146   | 5     |
| 13 | Португалия        | португалски                  | Николас Алвес       | Anos 70               | 70-те години       | 121   | 8     |
| 14 | Сърбия            | сръбски                      | Катарина Савич      | Свет без граница      | Свят без граница   | 92    | 13    |
| 15 | Армения (домакин) | английски, арменски          | Наре                | Dance!                | Танцувай!          | 180   | 2     |
| 16 | Украйна           | английски, украински         | Злата Дзюнка        | Незламна              | Несломима          | 111   | 9     |